# Рогаля Самуил
Самуил Рогаля (? — 14 января 1644) — печатник Виленского православного братства, организатор первой типографии в Молдавии.

## Биография
В 1628 г. был отправлен в Москву с «изустным тайным словом» от Виленского Святодуховского монастыря.
В 1636 г. среди лиц, которые подписали воззвание Афанасия Филлиповича в защиту православия, был «Самоил Рогаля, друкар братства виленского».
Позднее жил во Львове. В 1643 г. он был послан Петром Могилой к господарю Василию Лупу в Яссы, чтобы организовать типографию. В том же году была издана первая молдавская печатная книга «Евангелие учительское» («Картя дэ ынвенцатурэ»).
В 1644 г. Самуил Рогаля поехал «для потреб друкарских на ярмарок лвовски». В Львове «отец Самуил, що з Вилна немец, друкар» умер.